# Jacinto Peynado
Jacinto Bienvenido Peynado Peynado apodado Mozo (15 de febrero de 1878 - 7 de marzo de 1940) fue un abogado y político dominicano. Presidente de la República Dominicana desde 16 de agosto de 1938 hasta el 24 de febrero de 1940, durante la era de Trujillo. Antes de subir a la presidencia, fue vicepresidente de 1934-1938.
Peynado venía de una familia dominicana distinguida y fue educado en Santo Domingo como abogado y trabajó como profesor de derecho en Universidad de Santo Domingo. Fue nombrado ministro de Justicia por el presidente Ramón Báez en 1914 y mantuvo esa posición en el gobierno de Juan Isidro Jimenes. También se desempeñó como secretario de Interior y Policía. Su hermano, Francisco, había negociado con Charles Evans Hughes el tratado que puso fin a la ocupación de la Marina de los Estados Unidos en 1924.
Peynado sirvió brevemente como presidente interino de la República Dominicana bajo la dictadura de Rafael Leónidas Trujillo, interrumpiendo a Rafael Estrella Ureña mandato a partir del 22 de abril de 1930 hasta el 21 de mayo de 1930, cuando Ureña vuelve a ocupar la presidencia.
Peynado se desempeñó como secretario de Interior y Policía, y la guerra en el gobierno subsiguiente del general Trujillo. Se convirtió en secretario de la presidencia en 1932, y fue elegido vicepresidente de Trujillo en 1934. Peynado fue la mano derecha de Trujillo elegido candidato en las elecciones celebradas en 1938. Asumió la presidencia el 16 de agosto de 1938, aunque en gran medida Trujillo siguió controlando el país. Peynado mantuvo en el cargo hasta su renuncia en 24 de febrero.  Su fallecido en 7 de marzo Ciudad Trujillo (actualmente Santo Domingo), República Dominicana, el 7 de marzo de 1940.